# فيديريكو لاريدو برو
فيديريكو لاريدو برو (بالإسبانية: Federico Laredo Brú) (و. 1875 – 1946 م) هو سياسي من كوبا ولد في كوبا.